# تلول الثلاثات

تلول الثلاثات هو موقع أثري يقع على بعد 40 ميلاً (64 كم) غرب الموصل وشرق تلعفر في محافظة نينوى (العراق).

## تاريخ البحث الأثري
يتكون الموقع من خمسة أبراج منفصلة أو تلال استيطانية على الأقل. تم التنقيب في تلولث ثلاثثات لمدة أربعة مواسم بين عامي 1956 و 1965 ومرة أخرى في عام 1976 من قبل فريق من البعثة الأثرية العراقية الإيرانية بجامعة طوكيو. الموسمين الأولين، في 1956 و 1957، قادهما أن.ايكامي وعمل في تلال II. تم الكشف عن مدافن ومناطق سكنية ومعبد مفترض. قاد الموسم الأخير أس.فوكاي.

## تاريخ الاحتلال
تلول الثلاثات كانت محتلة في فترات العبيد ونينوى الخامسة وأوروك، وكذلك خلال العصور الآشورية الوسطى. كشفت التنقيبات عن أكثر من 20 فرنًا وعددًا من المدافن، بالإضافة إلى بعض التماثيل وزهورات المغزل. كانت هناك أيضًا مستوطنة صغيرة من العصر الحجري الحديث.

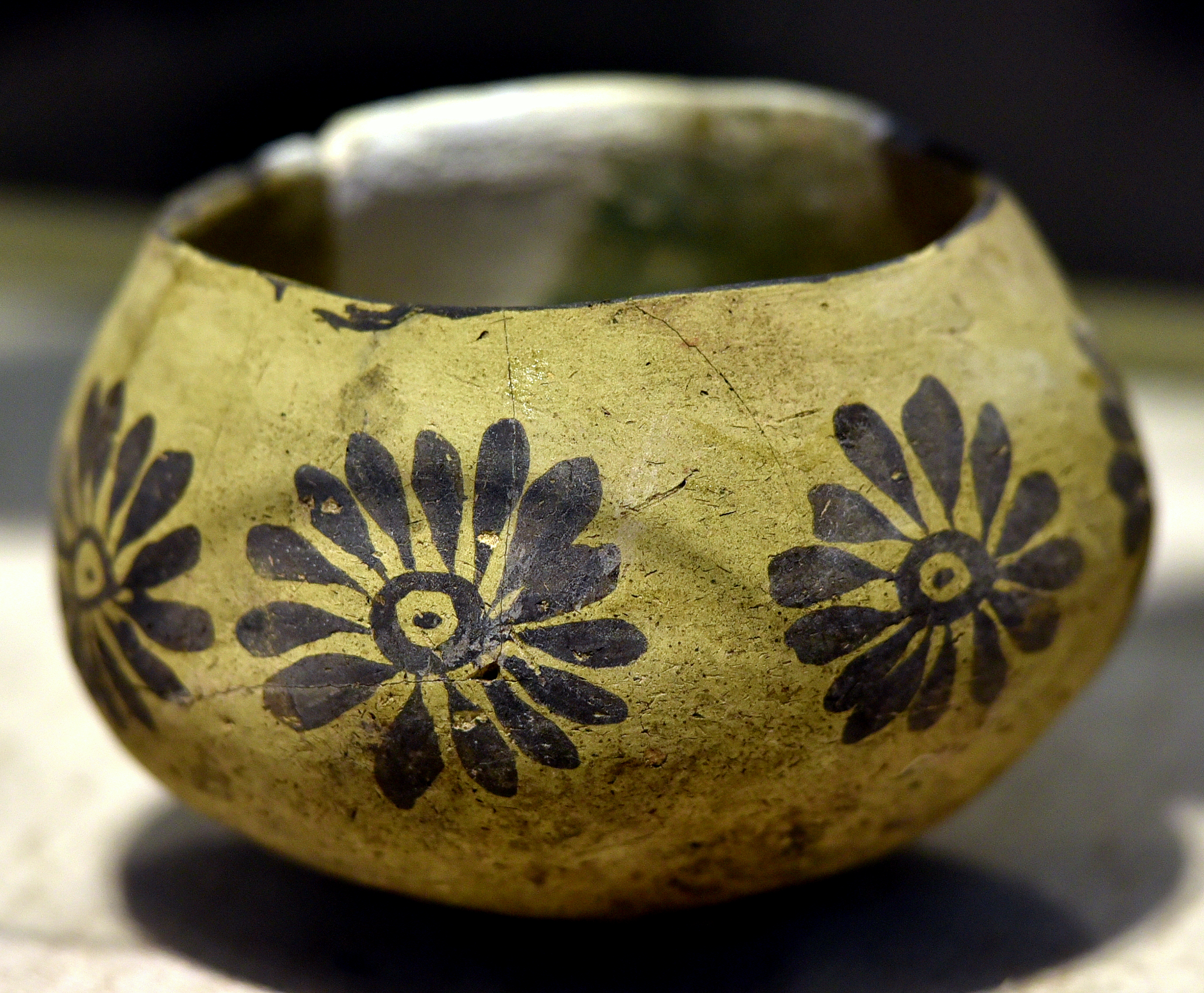
زبدية فخار من تلول الثلاثات ، العراق. فترة عبيد ، ج. 5000 قبل الميلاد. متحف العراق

## شاهد أيضاً
- قائمة مدن الشرق الأدنى القديم

## روابط خارجية
- قطعة فخارية من تلول الثلاثات بجامعة طوكيو.